# جامع القبلة
جامع القبلة ويسمى أيضا مسجد المصطفى، ويقع في منطقة القبلة، وتم بناءه عام 1995م، وعلى نفقة أحد المحسنين، وتبلغ مساحته دونم مربع تقريبا (2500 متر مربع)، ويستوعب مصلى الحرم أكثر من ثلاث مائة مصل، ويحوي على دار للامام، وفيه مصلى حرم للنساء، وفيه نشاطات للعمل الاغاثي والدعوي، وتعرض إلى أعمال تخريب، وقتل فيه ثلاثة من رواد الجامع اثناء احداث العنف والطائفية بعد تفجير ضريح العسكريين 2006، وأدت إلى اغلاقه، وحاليا تقام فيه صلاة الجمعة، والصلوات الخمس.